# عملية 1.5 ميكرومتر
عملية 1.5 ميكرومتر
عملية 1.5 ميكرومتر (بالإنجليزية:  1.5 µm process)‏ عملية تشير إلى مستوى عملية تصنيع تقنية أشباه الموصلات التي 
تم التوصل إليها بحدود العام 1982 ميلادي من قبل الشركات الرائدة في مجال أشباه الموصلات، مثل إنتل وآي‌ بي‌ إم.

## منتجات تمثل عملية تصنيع 1.5 ميكرومتر
- وقد صنعت وحدة المعالجة المركزية إنتل 80286 والتي أطلقت في عام 1982 باستخدام هذه العملية.